# Homburg (bedrijf)
Homburg is een Nederlands vleeswarenbedrijf dat bestond van 1905 tot 1993 en dat van 1949 tot 1993 gevestigd was te Cuijk.

## Geschiedenis
De geschiedenis van het bedrijf gaat terug tot 1905, toen er sprake was van de slagerij Jonges Homburg in de Zaanstreek. Oprichter Homburg verhuisde in 1920 naar Haarlem. Daar begon men in 1930 met het vervaardigen van worst, die werd geleverd aan kruideniers en soortgelijke middenstandszaken.
Men groeide tot er ongeveer 30 medewerkers waren. Van 1946 tot 1949 volgde verdere groei, en uiteindelijk werkten er 60 man. Toen men echter niet verder kon uitbreiden, verhuisde men naar Cuijk. Hier werd een fusie aangegaan met de handelsfirma De Wijze en Brinke, en de bedrijfsnaam werd veranderd in N.V. Jonges-Homburg-de Wijze.
Het bedrijf groeide snel, en in 1951 werd de productieruimte al uitgebreid tot 7000 m². Tot in Friesland toe werd voor personeel geworven en in 1962 werkten er al 700 mensen. Naast een vleeswarenfabriek was er ook een slachterij.
In 1963 werd het varkensproefstation Fomeva opgericht (fok- en mestvarkens), waar 75 mensen werkten. In 1964 volgde de overname van de Twentse Vleesexport te Goor en de Vleeswarenfabriek Gerrit Hunink te Wijhe, terwijl in 1965 ook de vleeswarenfabriek Linthorst met Linthorst Chemie te Wilp werd toegevoegd. In 1966 werd een vetsmelterij annex beendermeelfabriek geopend.
Verdere overnames betroffen in 1970 de slachterij Salland te Olst en de vleeswarenfabriek Zendijk in dezelfde plaats. Ook werd in 1971 de grootste en modernste slachterij van Europa in bedrijf gesteld, waar 400 varkens per uur konden worden geslacht. In deze hoogtijdagen werkten er 1300 mensen. 
In 1972 werd Homburg overgenomen door het Britse bedrijf J. Lyons & Co., een producent van bakkerij- en room ijsproducten die diversificatie nastreefde. In hetzelfde jaar nog werd de snackfabrikant Beckers te Deurne ingelijfd, waar vooral frikandellen werden geproduceerd. Dit soort voedsel was toen nog in opkomst. Beckers had ook vestigingen in Meijel en Essen. Het concern telde toen 2000 werknemers.
Hierna begon het echter bergafwaarts te gaan. Er waren reeds bedrijfsbranden geweest in 1969 en 1971, maar de varkenspestepidemie van 1974 betekende een grote tegenslag, maar de echte neergang begon in de jaren 80 van de 20e eeuw, nadat de oorspronkelijke oprichters, de laatste in 1984, zich hadden teruggetrokken. Er volgde een voortdurende wisseling van directeuren, steeds weer nieuwe reorganisatieplannen, ontslagen en onrust bij het personeel.
In 1987 deed Lyons via een managementbuy-out, Homburg van de hand. Ondanks een financiële injectie bleven de verliezen. Niettemin werden zes bedrijven overgenomen: snackfabrikant Ruis Food te Bunschoten, HMC Vlees te Neede, vleeswaren en -conservenfabriek Van Halteren te Bunschoten, worstfabriek Van Lier te Enschede, Sleegers Vleeswarenfabriek te Vlijmen en Niers Vleeswaren te Epe. Dit alles redde het bedrijf niet en in 1992 werden de vers vleesactiviteiten afgestoten en werden HMC en Van Halteren gesloten.
In 1993 werd Homburg verkocht aan Boekos te Boekel. In 1995 werden de slachtactiviteiten gestaakt en bleef een fabriek voor vleesconserven, droge worst en snacks. Uiteindelijk werden de leegstaande gebouwen gesloopt. Op het terrein, vlak bij het Station Cuijk, wil men een onderwijs- en cultuurcampus bouwen.

## Trivia
- De gemeente Cuijk heeft zelfs een straat naar oprichter Simon Homburg vernoemd.